# Barbouche
Barbouche (em árabe: بربوش) é uma cidade localizada na província de Aïn Defla, no norte da Argélia. Sua população era de 4 897 habitantes, em 2008.